# Jan Swinarski
Jan Swinarski herbu Poraj (zm. przed 2 lipca 1770 roku) – wojski kaliski w latach 1757-1769.
Poseł na sejm nadzwyczajny  1761 roku z województwa kaliskiego.